# كوريونوبوليس
كوريونوبوليس (بالبرتغالية: Curionópolis‏)؛ بلدية في ولاية بارا في المنطقة الشمالية من البرازيل.